# Канзасский центр космосферы и космоса
Канзасский центр космосферы и космоса (англ. Kansas Cosmosphere and Space Center, сокр. Космосфера, Cosmosphere) — музей и образовательное учреждение в городе Хатчинсон, штат Канзас. Известен своими выставками артефактов космических полётов и образовательными лагерями. Является одним из трёх музеев, выставляющих экспонаты от космических программ программ Меркурий, Джемини и Аполлон.
«Канзасский центр космосферы и космоса» — единственный филиал Смитсоновского института в Канзасе.

## Объекты
«Космосфера» выросла из планетария, созданного на базе ярмарки штата Канзас (Kansas State Fair) в 1962 году. На территории площадью 9800 м² (98 000 футов²) находится самая большая коллекция российских космических аппаратов за пределами Москвы, а также большая коллекция космических аппаратов США, уступающая только Национальному музею авиации и астронавтики в Вашингтоне.
У центра есть четыре площадки: 
Музей космоса (Hall of Space Museum), 
Планетарий правосудия (The Justice Planetarium), 
цифровой купольный театр Кэри(Carey Digital Dome Theater) и 
Лаборатория доктора Годдарда (Dr. Goddard's Lab, научная презентация по истории ракетостроения).
Центр также организует летние лагеря для всех возрастов и совместные учебные программы STEM для полевых поездок групп и скаутов, объединённых общей задачей, ориентированным на готовность к поступлению в колледж и дальнейшей карьере.
В 2012 году Цифровой купольный театр Кэри  перешёл с формата IMAX на цифровую проекцию в 4K.
В 2015 году Планетарий правосудия прошёл полную реконструкцию, перейдя от оптической шаровой проекционной системы к цифровой проекционной системе Spitz Sci-Dome XD.